# Protarchus sorbi
Protarchus sorbi är en stekelart som först beskrevs av Julius Theodor Christian Ratzeburg 1844.  Protarchus sorbi ingår i släktet Protarchus och familjen brokparasitsteklar. Arten är reproducerande i Sverige. Inga underarter finns listade i Catalogue of Life.